# Samuela Comola
Samuela Comola (ur. 30 kwietnia 1998 w Aoście) – włoska biathlonistka, mistrzyni świata i trzykrotna medalistka mistrzostw świata juniorów.

## Kariera
Po raz pierwszy na arenie międzynarodowej pojawiła się w 2016 roku, startując na igrzyskach olimpijskich młodzieży w Lillehammer, gdzie zdobyła brązowy medal w sztafecie mieszanej. Rok później wystartowała na mistrzostwach świata juniorów w Osrblie, zdobywając brązowe medale w sprincie, biegu pościgowym i sztafecie.
W zawodach Pucharu Świata zadebiutowała 27 listopada 2021 roku w Östersund, zajmując 64. miejsce w biegu indywidualnym. Zanim zdobyła pierwsze punkty, wspólnie z Dorotheą Wierer, Federicą Sanfilippo i Lisą Vittozzi zajęła trzecie miejsce w sztafecie rozgrywanej 3 marca 2022 roku w Kontiolahti. W zawodach indywidualnych pierwsze punkty wywalczyła 18 marca 2022 roku w  Oslo, gdzie zajęła 38. miejsce w sprincie.
Podczas igrzysk olimpijskich w Pekinie w 2022 roku zajęła 57. miejsce w sprincie, 37. w biegu pościgowym i piąte w sztafecie.

## Osiągnięcia

### Zimowe igrzyska olimpijskie
| Rok  | Miejscowość | Konkurencje | Konkurencje | Konkurencje | Konkurencje | Konkurencje | Konkurencje | Konkurencje |
| Rok  | Miejscowość | IN          | SP          | PU          | MS          | RL          | MR          | SR          |
| ---- | ----------- | ----------- | ----------- | ----------- | ----------- | ----------- | ----------- | ----------- |
| 2022 | Pekin       | –           | 57.         | 37.         | –           | 5.          | –           | nd.         |

### Mistrzostwa świata
| Rok  | Miejscowość | Konkurencje | Konkurencje | Konkurencje | Konkurencje | Konkurencje | Konkurencje | Konkurencje |
| Rok  | Miejscowość | IN          | SP          | PU          | MS          | RL          | MR          | SR          |
| ---- | ----------- | ----------- | ----------- | ----------- | ----------- | ----------- | ----------- | ----------- |
| 2023 | Oberhof     | 4.          | 46.         | 42.         | 10.         | 1.          | –           | –           |
| 2024 | Nové Město  | 21.         | 37.         | 23.         | –           | 11.         | –           | –           |
| 2025 | Lenzerheide | 15.         | –           | –           | –           | 7.          | –           | –           |

### Mistrzostwa świata juniorów
| Rok  | Miejscowość | Konkurencje | Konkurencje | Konkurencje | Konkurencje | Konkurencje | Konkurencje | Konkurencje |
| Rok  | Miejscowość | IN          | SP          | PU          | MS          | RL          | MR          | SR          |
| ---- | ----------- | ----------- | ----------- | ----------- | ----------- | ----------- | ----------- | ----------- |
| 2017 | Osrblie     | 7.          | 3.          | 3.          | nd.         | 3.          | nd.         | nd.         |
| 2019 | Osrblie     | 8.          | 25.         | 14.         | nd.         | 4.          | nd.         | nd.         |
| 2020 | Lenzerheide | 6.          | 9.          | 12.         | nd.         | 12.         | nd.         | nd.         |

### Puchar Świata

#### Miejsca w klasyfikacji generalnej
| Sezon     | Miejsce |
| --------- | ------- |
| 2021/2022 | 87.     |
| 2022/2023 | 37.     |
| 2023/2024 | 37.     |
| 2024/2025 | 30.     |